# Get Down (You're the One for Me)
Singles de Backstreet Boys
I'll Never Break Your Heart
(1995) Quit Playing Games (with My Heart)
(1996)
Clip vidéo
[vidéo] « Get Down (You're the One for Me) », sur YouTube
Get Down (You're the One for Me) est une chanson du boys band américain Backstreet Boys, initialement sortie en avril 1996 comme le troisième single de leur premier album international (non américain) Backstreet Boys (à venir en mai). Elle apparaîtra également sur leur premier album américain, qui sera aussi intitulé Backstreet Boys (1997).
La chanson a atteint le top 10 dans plusieurs pays, y compris l'Allemagne, l'Autriche, la Suisse, les Pays-Bas et la Belgique (la Flandre et la Wallonie). Au Royaume-Uni, elle a débuté à la 14e place du hit-parade des singles (pour la semaine du 26 mai au 1er juin 1996) et gardé cette place une semaine de plus.
Aux États-Unis, la chanson n'a pas été publiée en single.